# Pugilato ai Giochi della XXVII Olimpiade
I tornei olimpici di pugilato ai Giochi della XXVII Olimpiade si svolsero tra il 16 settembre e il 1° ottobre 2000 al Sydney Convention and Exhibition Centre di Sydney.

## Podi
| Evento                   | Oro                       | Argento                | Bronzo                               |
| Mosca leggeri (dettagli) | Brahim Asloum             | Rafael Lozano          | Maikro Romero Kim Un-Chol            |
| Mosca (dettagli)         | Wijan Ponlid              | Bulat Jumadilov        | Jérôme Thomas Volodymyr Sydorenko    |
| Gallo (dettagli)         | Guillermo Rigondeaux      | Raimkul' Malachbekov   | Serhij Danyl'čenko Clarence Vinson   |
| Piuma (dettagli)         | Bekzat Sattarkhanov       | Ricardo Juarez         | Tahar Tamsamani Kamil' Džamalutdinov |
| Leggeri (dettagli)       | Mario Kindelán            | Andrij Kotel'nyk       | Cristián Bejarano Aleksandr Maletin  |
| Super leggeri (dettagli) | Mahammatkodir Abdoollayev | Oktay Urkal            | Fethi Missaoui Bolat Nijazymbetov    |
| Welter (dettagli)        | Oleg Saitov               | Serhij Docenko         | Vitalie Gruşac Dorel Simion          |
| Medio-leggeri (dettagli) | Yermakhan Ibraimov        | Marian Simion          | Pornchai Thongburan Jermain Taylor   |
| Medi (dettagli)          | Jorge Gutiérrez           | Gajdarbek Gajdarbekov  | Vugar Alakparov Zsolt Erdei          |
| Medio massimi (dettagli) | Aleksandr Lebzjak         | Rudolf Kraj            | Andrij Fedčuk Sergey Mixaylov        |
| Massimi (dettagli)       | Félix Savón               | Sultan Ibragimov       | Vladimer Tchanturia Sebastian Köber  |
| Supermassimi (dettagli)  | Audley Harrison           | Mukhtarkhan Dildabekov | Paolo Vidoz Rustam Saidov            |

## Medagliere
| Pos.   | Paese          | Oro | Argento | Bronzo | Totale |
| ------ | -------------- | --- | ------- | ------ | ------ |
| 1      | Cuba           | 4   | 0       | 2      | 6      |
| 2      | Russia         | 2   | 3       | 2      | 7      |
| 3      | Kazakistan     | 2   | 2       | 0      | 4      |
| 4      | Uzbekistan     | 1   | 0       | 2      | 3      |
| 5      | Francia        | 1   | 0       | 1      | 2      |
| 5      | Thailandia     | 1   | 0       | 1      | 2      |
| 7      | Gran Bretagna  | 1   | 0       | 0      | 1      |
| 8      | Ucraina        | 0   | 2       | 3      | 5      |
| 9      | Stati Uniti    | 0   | 2       | 2      | 4      |
| 10     | Romania        | 0   | 1       | 1      | 2      |
| 11     | Rep. Ceca      | 0   | 1       | 0      | 1      |
| 11     | Spagna         | 0   | 1       | 0      | 1      |
| 13     | Algeria        | 0   | 0       | 1      | 1      |
| 13     | Azerbaigian    | 0   | 0       | 1      | 1      |
| 13     | Corea del Nord | 0   | 0       | 1      | 1      |
| 13     | Georgia        | 0   | 0       | 1      | 1      |
| 13     | Germania       | 0   | 0       | 1      | 1      |
| 13     | Italia         | 0   | 0       | 1      | 1      |
| 13     | Marocco        | 0   | 0       | 1      | 1      |
| 13     | Messico        | 0   | 0       | 1      | 1      |
| 13     | Moldavia       | 0   | 0       | 1      | 1      |
| 13     | Ungheria       | 0   | 0       | 1      | 1      |
| Totale | Totale         | 12  | 12      | 24     | 48     |